# Manyberries
Manyberries est un hameau (hamlet) du Comté de Forty Mile No 8, situé dans la province canadienne d'Alberta.